# Litoria verae
A Litoria verae a kétéltűek (Amphibia) osztályának békák (Anura) rendjébe, a Pelodryadidae családba, azon belül a Pelodryadinae alcsaládba tartozó faj.

## Előfordulása
A faj Indonézia Papua tartományának endemikus faja. Természetes élőhelye a szubtrópusi vagy trópusi nedves síkvidéki erdők, időszaki folyók, bozótos-nedves területek, mocsarak. A fajt élőhelyének elvesztése fenyegeti.